# Shadowboxer
Shadowboxer (El enemigo indeseado en Argentina y La sombra de un asesino en algunas partes de Hispanoamérica), es una película de 2005 dirigida por Lee Daniels, que cuenta en su reparto con actores ganadores del Oscar: Cuba Gooding, Jr., Helen Mirren y Mo'Nique. Se estrenó en versión limitada en seis ciudades: Nueva York, Los Ángeles, Washington D. C., Baltimore, Filadelfia y Richmond, Virginia.

## Argumento
Mikey y su madrastra Rose son amantes y asesinos a sueldo. Rose es diagnosticada con cáncer, mientras ella y Mikey continúan con los asesinatos de su contrato. El capo de la mafia, Clayton se entera de que su esposa, Vicki, está embarazada y que pudo haber tenido relaciones sexuales con otra persona. Así que Clayton contrata a Mikey y a Rose a través de un asociado para matarla a ella y a varios de sus asociados que él ve como hombres débiles. Rose y Mikey entran a la mansión de Clayton para matar a Vicki, después de que Clayton, la convence de que él debe abandonar la ciudad durante dos días debido a trabajo. En primer lugar, Rose dispara y mata a uno de los guardaespaldas de Vicki, mientras se escondía en el asiento trasero de su coche. Se dirigen a la mansión de Clayton para matar a Vicki y sus guardaespaldas. Al entrar, Mikey dispara y mata a todos los guardias, mientras que Rose entra al dormitorio de Vicki. Al mismo tiempo, Vicki está hablando por teléfono con su mejor amigo Neisha, y no es consciente de que sus guardaespaldas fueron asesinados. Rose entra en habitación de Vicki, pero cuando Rose está a punto de llevar a cabo el contrato de Vicki, su agua se rompe y está a punto de dar a luz. Rose ayuda a Vicki a sacar al bebé, que resultó ser un niño. Posteriormente, Mikey y Rose ayudan a Vicki y a su hijo pequeño llevándolos a un motel local. Mikey, a petición de Rose, llama al doctor Don, que llega con su enfermera drogadicta Precious. Pero el doctor Don es también el médico privado de Clayton, y cuando reconoce a Vicki, se pone vacilante al principio, pero termina ayudándola. Ahora el Dr. Don y Precious deben mantener la existencia de Vicki y la de su pequeño hijo en secreto de Clayton. Rose pese a las objeciones de Mikey, insiste en que se lleven a Vicki y a su hijo pequeño a un lugar seguro. Al final los cuatro se van a Filadelfia, donde Mikey continúa luchando con la doble responsabilidad de ser un asesino a sueldo, y la figura paterna sustituta.
10 años después Clayton se entera por Precious de que su esposa y su hijo están vivos. Cuando Mikey esta en un hotel para cumplir un contrato que tiene encuentra una foto de él y Vicki saliendo de su casa. Mikey llama a Vicki para averiguar si ella y Anthony estaban bien. El guardaespaldas de Clayton contesta el teléfono, Mikey va corriendo a casa y cae en la trampa de Clayton. Después de ser capturado y torturado (Clayton corta la punta en uno de los dedos de Mikey), Mikey se defiende y derrota a los matones de Clayton. Clayton domina a Mikey y está a punto de matarlo cuando él es asesinado por su propio hijo. Mikey le dice a Vicki y a Anthony que esperen a fuera, y Mikey mata a todos los hombres de Clayton. Mikey luego mira a Clayton, le pregunta si él estaba orgulloso de Anthony, y le dispara.
Mikey, Vicki, y Anthony se van. Anthony le preguntan a Mikey si él es su hijo, Mikey responde que si. Mikey también le advierte a Anthony que debe tener cuidado con gente como Clayton y sus hombres, el niño responde: "Vamos a matarlos, papá"

## Elenco
- Cuba Gooding, Jr. — Mikey
- Helen Mirren — Rose
- Vanessa Ferlito — Vicki
- Stephen Dorff — Clayton Mayfield
- Macy Gray — Neisha
- Joseph Gordon-Levitt — Doctor Don
- Mo'Nique — Precious